# Adoretus congoensis
Adoretus congoensis är en skalbaggsart som beskrevs av Frey 1968. Adoretus congoensis ingår i släktet Adoretus och familjen Rutelidae. Inga underarter finns listade i Catalogue of Life.